# Gravissimis causis

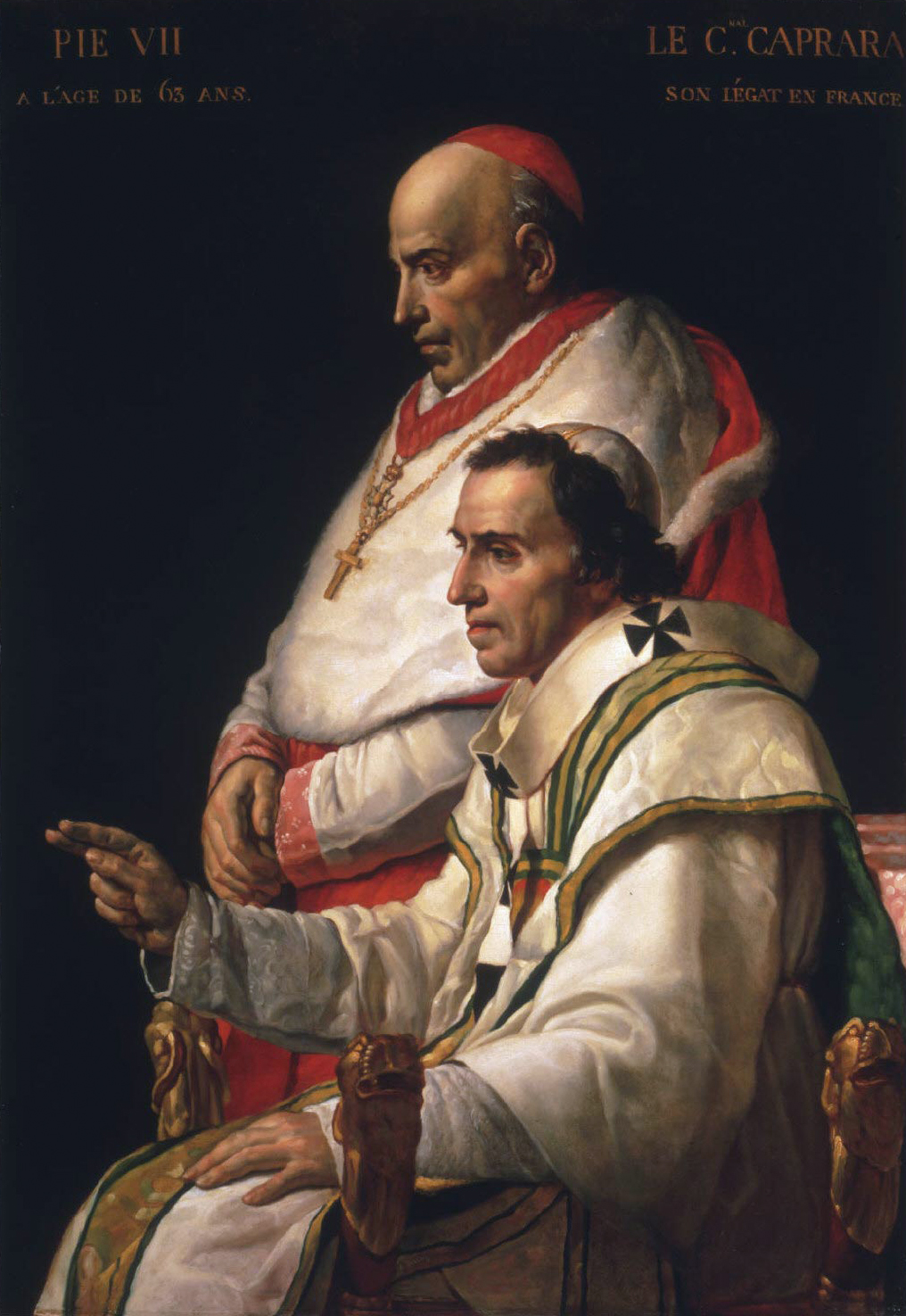
Papa Pio VII e il cardinale Giovanni Battista Caprara all'incoronazione di Napoleone, da un dipinto di Jacques-Louis David.

La Gravissimis causis è una lettera apostolica scritta da papa Pio VII il 1º giugno 1803 e indirizzata al cardinale Giovanni Battista Caprara, legato a latere della Santa Sede presso il governo francese e arcivescovo di Milano, con la quale il pontefice riconosce e accetta la riduzione delle diocesi del Piemonte e della Valle d'Aosta, in ottemperanza alle volontà di Napoleone Bonaparte.

## Situazione ecclesiastica e contesto storico
L'11 settembre 1802 il Piemonte era stato annesso alla repubblica francese, e suddiviso in 6 dipartimenti:
- Dipartimento del Po con capoluogo Torino;
- Dipartimento della Dora con capoluogo Ivrea;
- Dipartimento del Sesia con capoluogo Vercelli;
- Dipartimento di Marengo con capoluogo Alessandria;
- Dipartimento della Stura con capoluogo Cuneo;
- Dipartimento del Tanaro con capoluogo Asti.

Il Piemonte, così come definito territorialmente dopo le conquiste napoleoniche, comprendeva 17 sedi vescovili: l'arcidiocesi di Torino e le diocesi di Acqui, Alba, Aosta, Asti, Fossano, Ivrea, Mondovì, Pinerolo, Saluzzo, Susa, Tortona, Vercelli, Alessandria, Biella, Casale e Bobbio.
Essendo parte integrante della Francia, il governo napoleonico decise di estendere anche al Piemonte il concordato del 1801 stipulato con la Santa Sede e dunque di ridurre il numero delle diocesi, come già era stato fatto sul territorio della Francia con la bolla Qui Christi Domini. «Dopo l'11 settembre 1802 la macchina amministrativa francese si mise in moto per uniformare l’organizzazione vescovile piemontese a quella francese appena sancita dal concordato».
Il progetto originario francese prevedeva, come in Francia, la riduzione delle 17 diocesi esistenti in Piemonte e Valle d'Aosta a solo 6 sedi vescovili, una per ogni dipartimento piemontese, con sede nel capoluogo dipartimentale. A questa proposta Pio VII si era detto fortemente contrario, disposto semmai a sopprimere 2 o 3 diocesi, troppo poco per i francesi. Napoleone stesso propose un compromesso, con la soppressione di 9 diocesi e il mantenimento delle altre 8, che non ebbe il consenso pontificio.
Nei primi mesi del 1803 fu raggiunto un accordo, dietro le minacce francesi di confisca di tutti i beni ecclesiastici piemontesi se Roma non avesse accettato il compromesso. Nel suo rapporto, l'ambasciatore francese a Roma, François Cacault, esprimeva tuttavia il dolore e la crisi di coscienza di Pio VII, il quale accettava con dispiacere la riduzione in una sola volta di così tante diocesi, senza alcun motivo canonico, cosa che non era mai successa in 18 secoli di storia della Chiesa.
Il 1º giugno 1803 Pio VII scrisse la lettera Gravissimis causis con la quale accedeva ufficialmente alle richieste del governo napoleonico.

## Contenuto della lettera apostolica
«Gravi motivi, dice il papa, ci inducono a provvedere alle Chiese poste nella provincia del Piemonte». Il pontefice ricorda innanzitutto le volontà del governo francese, a cui ora appartiene il Piemonte, di ridurre il numero delle diocesi presenti in questa regione alla sede metropolitana di Torino e ad altre 7 diocesi suffraganee. La Santa Sede è stata invitata ad accordare questa riduzione, con la promessa che nessun possedimento e nessun beneficio delle diocesi soppresse verrà confiscato, ma sarà ceduto alle diocesi che rimarranno sul territorio.
Persuaso che non si può in altro modo provvedere in modo efficare e stabile al bene della Chiesa piemontese, e dopo aver ascoltato il parere di un'apposita congregazione cardinalizia istituita a questo scopo, Pio VII accondiscende alle richieste del governo francese (praefatae reductioni duximus annuendum) e affida al cardinale Caprara il compito di sopprimere 9 diocesi tra le 17 presenti sul territorio, e i rispettivi capitoli, anche senza il loro consenso; al Caprara il papa inoltre da pieno mandato per ridefinire il territorio di ciascuna delle diocesi rimanenti.
Il pontefice affida poi al suo plenipotenziario altri compiti e facoltà: sottomettere ai vescovi piemontesi tutte quelle parrocchie che dipendono da diocesi che si trovano fuori dalla regione; trasferire sedi vescovili da una città ad un'altra, con i rispettivi capitoli delle cattedrali e i seminari; sottrarre le diocesi alla giurisdizione di metropoliti fuori dal Piemonte e di sottometterli alla giurisdizione del metropolita di Torino; infine curare e salvaguardare i beni delle diocesi, dei seminari e delle cattedrali soppresse.
Pio VII delega il cardinale Caprara per la definizione esatta e completa del territorio delle 8 diocesi del Piemonte, con appositi documenti che dovranno essere inviati alla Santa Sede per essere conservati negli archivi. Per questo lavoro, a Caprara è concessa la facoltà di nominare degli esecutori subdelegati. Il pontefice fa totale affidamento sul cardinale Caprara, di cui riconosce le capacità, la fedeltà, l'integrità e la prudenza.

## I decreti esecutivi

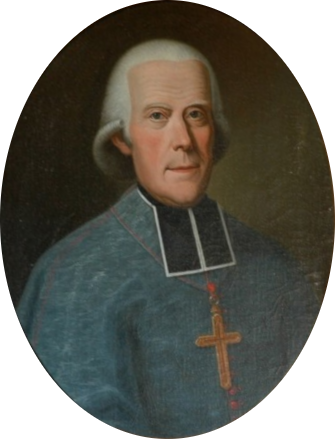
Ritratto di Jean-Chrysostome de Villaret.

La lettera di Pio VII non elenca mai esplicitamente quali siano le 7 diocesi piemontesi da conservare, oltre alla sede metropolitana di Torino, e mai definisce il loro territorio. Questi aspetti fondamentali furono decisi nelle trattative successive alla decisione pontificia.
Nell'ottica francese, il motivo alla base della riduzione delle diocesi era di mettere «l'ordre religieux en harmonie avec l'ordre politique». Il progetto del governo d'oltralpe era di mantenere le 6 diocesi con sede nei capoluoghi di dipartimento, più altre due diocesi, ossia Saluzzo e Acqui. Una volta definiti i territori di queste due sedi, le altre 6 dovevano ricalcare esattamente il territorio dei rispettivi dipartimenti.
Un ruolo fondamentale nella formulazione delle diocesi piemontesi, del loro territorio e di tutte le questioni annesse, assieme a quello del cardinale Caprara, lo ebbero il canonico Carlo Tardì, e il futuro vescovo di Alessandria Jean-Chrysostome de Villaret.
La legazione apostolica di Parigi pubblicò due decreti esecutivi, a firma del cardinale Caprara, nel luglio 1803 e nel gennaio 1805.

### Il decreto esecutivo del 1803
Il primo decreto fu pubblicato tra giugno e luglio 1803. In conformità ai desiderata del governo francese, il decreto stabilì l'istituzione di 6 sedi episcopali nei capoluoghi di dipartimento, più le 2 diocesi di Acqui e Saluzzo.
- In primo luogo vengono soppresse le diocesi di Susa, Pinerolo, Fossano, Alba, Tortona, Bobbio, Casale, Biella e Aosta, e le abbazie nullius di San Benigno, San Michele della Chiusa, San Vittore, San Costanzo[16] e San Mauro, con i rispettivi capitoli cattedrali e abbaziali.[17]
- Inoltre, tutte le parrocchie piemontesi che dipendono da vescovi "stranieri", ossia non facenti parte del Piemonte francese, sono separate dalla loro giurisdizione e sottomesse ai vescovi delle diocesi piemontesi.[18]
- In linea di principio i confini delle diocesi dovranno rispettare quelli civili. Per cui diverse diocesi perderanno tutte le parrocchie che si trovano in dipartimenti diversi da quello della sede vescovile e saranno accorpate alle diocesi dei dipartimenti confinanti.[19]
- Le parrocchie poi che, pur appartenendo o avendo appartenuto a diocesi piemontesi, si trovano fuori dalla regione, saranno in un secondo momento scorporate dalle diocesi del Piemonte e accorpate alle diocesi "straniere".[20]
- Rimangono in Piemonte una sede metropolitana e 7 diocesi suffraganee, con nuovi e definiti territori.[21]

1. L'arcidiocesi di Torino annetteva nel proprio territorio la soppressa diocesi di Susa e le soppresse abbazie nullius di San Michele della Chiusa, di San Benigno e di San Mauro; a queste si aggiungeva anche il vicariato foraneo di Carmagnola, già parte della diocesi di Saluzzo, e tutte le parrocchie delle diocesi di Asti, Vercelli e Ivrea che si trovano nel dipartimento del Po; in questo modo l'arcidiocesi si estendeva per intero sul dipartimento del Po, eccetto la parte compresa nella diocesi di Pinerolo, soppressa anch'essa e unita alla sede di Saluzzo.[22]
2. La diocesi di Saluzzo manteneva il proprio territorio, ad eccezione del vicariato foraneo di Carmagnola, unito alla sede di Torino, ed inoltre accorpava il territorio della soppressa diocesi di Pinerolo.[22]
3. La diocesi di Acqui manteneva il proprio antico territorio, cui furono annesse le parrocchie dell'arcidiocesi di Genova e delle diocesi di Savona, Noli e Pavia che si trovavano nel dipartimento del Tanaro.[22]
4. La diocesi di Mondovì era soppressa e la sede vescovile trasferita a Cuneo, dove fu eretta una nuova diocesi. All'antico territorio della diocesi di Mondovì furono unite le parrocchie dell'arcidiocesi di Torino e delle diocesi di Fossano, Asti e Alba che si trovavano nel dipartimento della Stura, più i possedimenti delle abbazie nullius di San Vittore e di San Costanzo, contestualmente soppresse. In questo modo la nuova diocesi di Cuneo doveva comprendere l'intero dipartimento della Stura, eccetto quella parte che era integrata nella diocesi di Saluzzo.[22]
5. La diocesi di Asti annetteva nel proprio territorio la soppressa diocesi di Alba e tutte le parrocchie delle sedi di Torino, Vercelli, Ivrea e Casale che si trovano nel dipartimento del Tanaro. La diocesi astigiana sarà circoscritta a questo dipartimento, eccetto la parte che appartiene alla diocesi di Acqui.[23]
6. La diocesi di Alessandria, limitata al solo dipartimento di Marengo, annetteva nel proprio territorio tutte le parrocchie delle sedi di Casale, Tortona, Bobbio, Milano, Pavia, Piacenza, Acqui e Asti che si trovano in questo dipartimento.[23]
7. La diocesi di Vercelli comprendeva per intero il dipartimento del Sesia, annettendo nel proprio territorio la soppressa diocesi di Biella e le parrocchie delle diocesi di Casale e di Novara comprese in questo dipartimento.[23]
8. Infine, la diocesi di Ivrea comprendeva la soppressa diocesi di Aosta, le parrocchie dell'arcidiocesi di Torino e i possedimenti della soppressa abbazia nullius di San Benigno che si trovavano nel dipartimento della Dora, che costituiva il territorio della diocesi eporediese.[23]

- Infine il decreto istituisce una sola provincia ecclesiastica, quella di Torino, a cui sono unite tutte le 7 diocesi piemontesi. Per cui le diocesi di Acqui, Asti, Alessandria e Vercelli sono sottratte alla giurisdizione del metropolita di Milano, il quale perderà pure ogni diritto sulle soppresse diocesi di Alba, Tortona e Casale, già parte della provincia ecclesiastica milanese. La stessa cosa per la soppressa diocesi di Bobbio, su cui perderanno ogni diritto i metropoliti di Genova.[24]

### Il decreto esecutivo del 1805
La pubblicazione del decreto del 1803 suscitò subito malcontenti e difficoltà attuative, legate a contraddizioni interne al decreto stesso e alla difficoltà di rispettare i confini civili dei dipartimenti. Inoltre, furono sollevati problemi circa il mantenimento della sede vescovile ad Alessandria, città militare le cui esercitazioni militari avrebbero disturbato lo studio dei seminaristi, e circa la creazione di quella di Cuneo, città sprovvista di edifici adatti all'erezione di una sede episcopale. Villaret aveva proposto, nella primavera del 1804, di sostituire Alessandria e Cuneo con Tortona e Mondovì.
Si dovette perciò, dopo lunghe trattative, rivedere il primo decreto attuativo, sostituito inizialmente da un decreto provvisorio, non andato in porto, del 1º agosto 1804, fino al decreto definitivo pubblicato a Parigi il 23 gennaio 1805.
Il nuovo decreto riprese in larga parte quello del 1803 e dava una nuova geografia ecclesiastica al Piemonte. La differenza più notevole è il mantenimento della diocesi di Mondovì, e dunque l'accantonamento del progetto iniziale di trasferire la sua sede a Cuneo. Fu mantenuta anche la diocesi di Alessandria, ma qualche mese dopo la sede vescovile fu trasferita a Casale.
Il decreto inoltre riporta per intero l'elenco delle località che appartengono a ciascuna sede vescovile. Nella delimitazione dei confini diocesani non si tenne più conto della coincidenza dei confini diocesani con quelli civili, come si evince dall'Extrait du Decret exécutorial concernant la nouvelle circonscription des Diocèses du Piémont, en date du 23 janvier 1805, conservato nell'archivio del capitolo della cattedrale di Aosta, dove per ogni località è indicato il dipartimento di appartenenza. Così, per esempio, l'arcidiocesi di Torino comprendeva anche località che si trovano nei dipartimenti confinanti del Tanaro e della Dora; quella di Vercelli alcune località dei dipartimenti di Marengo e della Dora; e così anche per le sedi di Asti e di Mondovì.

## Gli eventi successivi
Il 1º febbraio 1805 furono nominati i vescovi delle diocesi vacanti di Ivrea, Vercelli, Saluzzo, Alessandria e Mondovì. Il 26 giugno Giacinto della Torre di Acqui fu trasferito alla sede metropolitana di Torino in sostituzione del dimissionario Carlo Luigi Buronzo del Signore; lo stesso giorno sulla sede acquese fu nominato il francese Maurice-Jean de Broglie. L'unico vescovo che non dovette dare le dimissioni e che rimase sulla sua sede fino alla morte fu Pietro Arborio Gattinara, vescovo di Asti.
Il 17 luglio 1805 la sede vescovile di Alessandria fu trasferita a Casale, con decreto del cardinale Caprara.
Alla fine del periodo napoleonico e dopo il congresso di Vienna, con la bolla Beati Petri del 17 luglio 1817 furono nuovamente riorganizzate le diocesi piemontesi e ripristinate di fatto tutte le 16 diocesi precedenti la riforma napoleonica.